# 国际社会主义道路
国际社会主义道路（英語：International Socialist Alternative，缩写为ISA），又译国际社会主义替代，是一个托洛茨基主义政党和组织的国际联盟。总部设于比利时布鲁塞尔。
2019年7月25日，工人国际委员会发生分裂，少数派另行组建“重建工国委”，剩下的支部则在随后称自己为“工国委—多数派”。2020年2月1日，在工国委—多数派世界大会上，工国委—多数派决定改名为国际社会主义道路。

## 支部
- 奥地利 国际社会主义替代
- 比利时 左翼社会党
- 巴西 自由、社会主义和革命
- 加拿大 社会主义替代
  -  魁北克 社会主义替代
- 中國 中国劳工论坛
- 香港 社会主义行动
- 臺灣 国际社会主义道路（台湾）
- 战斗CI
- 捷克 社会主义替代未来
- 英格兰   社会主义替代
- 芬兰 社会主义替代
- 德国 社会主义替代
- 以色列  巴勒斯坦 社会主义斗争运动
- 義大利 争取社会主义战斗
- 墨西哥 社會主义替代墨西哥
- 荷蘭 社会主义替代
- 奈及利亞 争取社会主义替代运动
- 波蘭 社会主义替代
- 俄羅斯 社会主义替代
- 南非 工人和社会党
- 西班牙 社會主義替代
- 瑞典 社会主义替代
- 突尼西亞 基地行动运动
- 美国 社会主义替代[2]

## 前支部
- 社会主義行動
- ISA澳大利亚
- 賽普勒斯  北賽普勒斯 新国际主义左翼
- 希腊 开始—社会主义国际主义组织
- 印度 社會主義印度
- 愛爾蘭  北爱尔兰 社会党
- 臺灣 国际社会主义前进
- 土耳其 社会主义替代